# Байрамов, Алай
Алай Байрамов (Бахрамов; азерб. Alay Bəhramov; 17 февраля 1966) — советский и азербайджанский футболист, нападающий.

## Биография
О выступлениях до 23-летнего возраста сведений нет[уточнить]. В 1989 году выступал во второй лиге СССР за «Хазар» (Ленкорань), а в двух последних сезонах советского первенства играл во второй низшей лиге за «Виляш» (Масаллы).
После распада СССР продолжил играть за «Виляш» в высшей лиге Азербайджана, был лидером нападения своей команды, забив за десять лет более 90 голов. Долгое время «Виляш» был середняком чемпионата страны, и только на рубеже веков поднялся к призовой тройке — в сезоне 1999/00 клуб финишировал четвёртым, а в сезоне 2000/01 завоевал бронзовые медали. Личный успех к Байрамову пришёл ещё ранее — в сезоне 1998/99 он стал лучшим бомбардиром чемпионата Азербайджана с 24 голами. После первого этапа форвард с 14 голами шёл в группе лидеров списка бомбардиров, далее на втором этапе «Виляш» попал в турнир за 7-10 места, не имевший спортивного значения. В этом турнире Байрамов забил 10 голов в 3 матчах (все игры завершились вничью — 2:2, 2:2 и 6:6), что позволило ему опередить своих конкурентов.
В сезоне 2001/02 играл за один из сильнейших клубов того периода — «Шамкир». В ходе сезона «Шамкир» лидировал в чемпионате, а сам Байрамов был одним из лучших бомбардиров. Однако за несколько туров до конца чемпионат был прерван из-за конфликта между клубами и федерацией. В итоге клубы самостоятельно доиграли чемпионат, «Шамкир» стал чемпионом, а Байрамов с 15 голами во второй раз выиграл спор бомбардиров, однако данные результаты не были признаны федерацией и ныне считаются неофициальными (лучшими бомбардирами сезона официально считаются Кенан Керимов и Дмитрий Кудинов, забившие 14 голов до начала конфликта).
После того, как сезон 2002/03 был отменён по организационным причинам, Байрамов завершил игровую карьеру.
Всего в высшей лиге Азербайджана забил 108 голов. По состоянию на 2019 год, входит в топ-10 лучших бомбардиров азербайджанской лиги за всю историю.